# Supercopa Uruguaya 2023
La Supercopa Uruguaya 2023 fue la sexta edición de este torneo, en la cual se enfrentaron a partido único el Campeón Uruguayo 2022 y campeón del Torneo Intermedio 2022, Nacional, y subcampeón del Torneo Intermedio 2022, Liverpool.
El campeón de esta edición fue Liverpool, por un marcador de 1-0.

## Sistema de disputa
Se juega una final a partido único, el equipo que gane el partido, se consagrará como campeón de la Supercopa. 
En caso de empate, se juegan 30 minutos de alargue y si persiste la paridad, se disputa una tanda de penales para definir al campeón.

## Equipos participantes
Se disputó entre los equipos vencedores del Campeonato Uruguayo de Primera División 2022 y el Torneo Intermedio 2022. Sin embargo, Nacional ganó ambos torneos, por lo cual, su rival a enfrentar fue Liverpool, el cual quedó como subcampeón del Torneo Intermedio.
| Nacional                                                      | Liverpool                             |
| Campeón del Campeonato Uruguayo 2022 y Torneo Intermedio 2022 | Subcampeón del Torneo Intermedio 2022 |
| ------------------------------------------------------------- | ------------------------------------- |

## Partido
| Supercopa Uruguaya 2023; 29 de enero de 2023, 21:00 (UTC-3) | Nacional | 0:1 (0:1) | Liverpool | Estadio Centenario, Montevideo |                              |
|                                                             |          |           | Nápoli 5' | Árbitro(s): Mathías de Armas   | Árbitro(s): Mathías de Armas |

### Ficha del partido
| 1          | Guardameta     | Sergio Rochet      |     |
| 16         | Defensa        | Leandro Lozano     | 46' |
| 18         | Defensa        | Fabián Noguera     |     |
| 23         | Defensa        | Diego Polenta      |     |
| 13         | Defensa        | Christian Almeida  | 46' |
| 15         | Centrocampista | Diego Rodríguez    |     |
| 22         | Centrocampista | Diego Zabala       | 46' |
| 20         | Centrocampista | Gastón Pereiro     | 72' |
| 6          | Centrocampista | Camilo Cándido     |     |
| 10         | Centrocampista | Franco Fagúndez    |     |
| 9          | Delantero      | Emmanuel Gigliotti |     |
| Entrenador | Entrenador     | Ricardo Zielinski  |     |

| 21         | Guardameta     | Sebastián Lentinelly |     |
| 15         | Defensa        | Gastón Martirena     |     |
| 2          | Defensa        | Ignacio Rodríguez    |     |
| 4          | Defensa        | Gonzalo Pérez        |     |
| 26         | Defensa        | Lucas Lemos          |     |
| 11         | Defensa        | Miguel Samudio       |     |
| 5          | Centrocampista | Matías Silva         |     |
| 8          | Centrocampista | Gonzalo Nápoli       |     |
| 10         | Centrocampista | Alan Medina          | 65' |
| 9          | Delantero      | Maicol Cabrera       | 65' |
| 14         | Delantero      | Rodrigo Rivero       | 65' |
| Entrenador | Entrenador     | Jorge Bava           |     |

|  |

| Anotado | 5' | Gonzalo Nápoli | 0–1 |

| 27 | Delantero      | Lucas Morales        | 46' |
| 7  | Centrocampista | Federico Martínez    | 46' |
| 11 | Delantero      | Juan Ignacio Ramírez | 46' |
| 19 | Delantero      | Alfonso Trezza       | 72' |

| 30 | Centrocampista | Matías Zunino  | 65' |
| 3  | Defensa        | Juan Izquierdo | 65' |
| 7  | Delantero      | Renzo Machado  | 65' |

| Amonestado | 22'   | Diego Zabala   |
| Amonestado | 90+3' | Camilo Cándido |

| Amonestado | 33' | Lucas Lemos       |
| Amonestado | 68' | Matías Zunino     |
| Amonestado | 75' | Ignacio Rodríguez |

|  |

| Otorgado · Expulsado | 36' | Lucas Lemos |

| 1          | Guardameta     | Sergio Rochet      |     |
| 16         | Defensa        | Leandro Lozano     | 46' |
| 18         | Defensa        | Fabián Noguera     |     |
| 23         | Defensa        | Diego Polenta      |     |
| 13         | Defensa        | Christian Almeida  | 46' |
| 15         | Centrocampista | Diego Rodríguez    |     |
| 22         | Centrocampista | Diego Zabala       | 46' |
| 20         | Centrocampista | Gastón Pereiro     | 72' |
| 6          | Centrocampista | Camilo Cándido     |     |
| 10         | Centrocampista | Franco Fagúndez    |     |
| 9          | Delantero      | Emmanuel Gigliotti |     |
| Entrenador | Entrenador     | Ricardo Zielinski  |     |

| 21         | Guardameta     | Sebastián Lentinelly |     |
| 15         | Defensa        | Gastón Martirena     |     |
| 2          | Defensa        | Ignacio Rodríguez    |     |
| 4          | Defensa        | Gonzalo Pérez        |     |
| 26         | Defensa        | Lucas Lemos          |     |
| 11         | Defensa        | Miguel Samudio       |     |
| 5          | Centrocampista | Matías Silva         |     |
| 8          | Centrocampista | Gonzalo Nápoli       |     |
| 10         | Centrocampista | Alan Medina          | 65' |
| 9          | Delantero      | Maicol Cabrera       | 65' |
| 14         | Delantero      | Rodrigo Rivero       | 65' |
| Entrenador | Entrenador     | Jorge Bava           |     |

|  |

| Anotado | 5' | Gonzalo Nápoli | 0–1 |

| 27 | Delantero      | Lucas Morales        | 46' |
| 7  | Centrocampista | Federico Martínez    | 46' |
| 11 | Delantero      | Juan Ignacio Ramírez | 46' |
| 19 | Delantero      | Alfonso Trezza       | 72' |

| 30 | Centrocampista | Matías Zunino  | 65' |
| 3  | Defensa        | Juan Izquierdo | 65' |
| 7  | Delantero      | Renzo Machado  | 65' |

| Amonestado | 22'   | Diego Zabala   |
| Amonestado | 90+3' | Camilo Cándido |

| Amonestado | 33' | Lucas Lemos       |
| Amonestado | 68' | Matías Zunino     |
| Amonestado | 75' | Ignacio Rodríguez |

|  |

| Otorgado · Expulsado | 36' | Lucas Lemos |

Campeón

Liverpool
2° título